# Happy (filme de 2006)
Happy é um filme de comédia dramática produzido na Índia e lançado em 2006.